# El Vergel, Mazapil
El Vergel är en ort i Mexiko.   Den ligger i kommunen Mazapil och delstaten Zacatecas, i den centrala delen av landet, 600 km nordväst om huvudstaden Mexico City. El Vergel ligger 1 682 meter över havet och antalet invånare är 347.
Terrängen runt El Vergel är platt åt sydost, men åt nordväst är den kuperad.  Trakten runt El Vergel är nära nog obefolkad, med mindre än två invånare per kvadratkilometer. El Vergel är det största samhället i trakten. Omgivningarna runt El Vergel är i huvudsak ett öppet busklandskap.